# التوحيد في الجزيرة العربية قبل الإسلام
كان التوحيد، وهو الاعتقاد بوجود خالق أعلى واحد، موجودًا في الجزيرة العربية قبل الإسلام. وقد حدثت هذه الممارسة بين المسيحيين واليهود وغيرهم من السكان قبل الإسلام الذين لم يكونوا منتمين إلى أي من الديانتين الإبراهيمية الرئيسيتن في ذلك الوقت. أصبح التوحيد اتجاهًا دينيًا في شبه الجزيرة العربية قبل الإسلام في القرن الرابع الميلادي، عندما بدأ يحل محل التعدد الذي كان الشكل الشائع للدين حتى ذلك الحين. وقد تم توثيق الانتقال من التعدد إلى التوحيد في هذا الوقت من خلال النقوش في جميع أنظمة الكتابة في شبه الجزيرة العربية (بما في ذلك النبطية والصفوية والسبئية )، حيث توقف ذكر الآلهة والأصنام المتعددة الآلهة. الأدلة الكتابية كانت توحيدية بشكل حصري تقريبًا في القرن الخامس، ومن القرن السادس وحتى عشية الإسلام، كانت توحيدية بشكل حصري. كان الشعر الجاهلي أيضًا توحيديًا وغير توحيدي.
كانت مملكة حمير، أحد أهم مراكز التوحيد العربي قبل الإسلام، تحكم جنوب شبه الجزيرة العربية، حيث اعتنقت الطبقة الحاكمة فيها اليهودية في القرن الرابع الميلادي. (تقريبًا عندما توقفت النقوش الوثنية الرسمية عن الظهور في المنطقة) والذين قدموا مع ذلك توحيدًا خارجيًا محايدًا في التعامل مع الجمهور، وربما من هنا كان أصل يهود اليمن. يُطلق المؤرخون على التوحيد الذي انتشر بين الشعوب غير المنتمية إلى أي من الديانتين الإبراهيمية المنتشرة آنذاك العديد من المصطلحات، بما في ذلك التوحيد الوثني، والتوحيد الوثني، والتوحيد الحميري، والتوحيد العربي، والحنيفية، والرحمانية، وما إلى ذلك. وفي القرن السادس، أدى الغزو الحبشي لحمير إلى الحكم المسيحى في المنطقة.
يصف التقليد الإسلامي - كما في كتاب الأصنام لهشام بن الكلبي (737-819) - الجزيرة العربية بأنها كانت خاضعة لسيطرة الشرك وعبادة الأصنام قبل بعثة النبي محمد. ويوضح أن التوحيد كان محصورًا في جيوب صغيرة، مثل المجتمع المسيحي في نجران أو القبائل اليهودية مثل بني قريظة. وكان هناك أيضًا أحيانًا الحنفية. إن تصنيف الأوائل يُنسب في كثير من الأحيان لمكانة أول موحد حقيقي إلى شخصيات من القرن السادس وأوائل القرن السابع مثل قس بن ساعدة العيادي (توفي ق. 610 )، وورقة بن نوفل (توفي ق. 610 )، وزيد بن عمرو (توفي 605)، ولكن كان هناك موحدون قبلهم حنفيون.

## العصر التعددي
تشمل الشهادات المبكرة للتعدد الإلهي في الجزيرة العربية حوليات أسرحون ، التي تذكر أتارسامين، ونهى، ورضى، وأتارقروما. ذكر هيرودوت في كتابه "تاريخه" أن العرب كانوا يعبدون أرطلط [الإنجليزية] (الذي يعرف بديونيسوس) وأليلات (التي تعرف بأفروديت).  ذكر سترابو أن العرب كانوا يعبدون ديونيسوس وزيوس. صرح أوريجانوس أنهم يعبدون ديونيسوس وأورانيا. وعلى نحو مماثل، تشهد النقوش النبطية والصفوية والسبئية المتأخرة على تبجيل مجموعة واسعة من الأحجار المقدسة والآلهة المتعددة الآلهة حتى القرن الرابع.

## جنوب شبه الجزيرة العربية

### الاتصال المسيحي المبكر
كان أول إمبراطور روماني يعتنق المسيحية هو قسطنطين الكبير. إن أول محاولة مسجلة لتحويل منطقة في شبه الجزيرة العربية إلى ديانة توحيدية تنسب إلى قسطنطيوس الثاني، خليفته. وفقًا للمؤرخ اليوناني فيلوستورجيوس (توفي عام 439) في كتابه "التاريخ الكنسي" 3.4، أرسل قسطنطيوس أسقفًا آريوسيًا يُعرف باسم ثيوفيلوس الهندي (المعروف أيضًا باسم "ثيوفيلوس اليمني") إلى ثران يحنام [الإنجليزية]، ملك مملكة حمير العربية الجنوبية آنذاك لتحويل الناس إلى المسيحية. وبحسب التقرير، نجح ثيوفيلوس في إنشاء ثلاث كنائس، إحداها في العاصمة ظفار يريم. ومع ذلك، لم يتحول ثاران إلى المسيحية.

### التحول إلى اليهودية
بعد عدة عقود من الاتصالات المسيحية المسجلة من حكام الإمبراطورية، تحولت الطبقة الحاكمة الحميرية إلى اليهودية في عهد ملكريم يحنام [الإنجليزية]. ربما كان الدافع هو إبعاد أنفسهم عن الإمبراطورية البيزنطية. وفي منتصف القرن الرابع الميلادي، تحولت النقوش فجأة من الدعوات الوثنية إلى تلك التي تذكر الإله الأعظم رحمن. يصف نقش سبئي يعود تاريخه إلى هذا الوقت، بعنوان Ja 856 (أو Fa 60) استبدال معبد وثني مخصص للإله المقه (الذي قد يكون معادلًا للكنيس أو شكلًا أصليًا من أشكال التنظيم المحلي لليهودية الحميرية ). تشير الأدلة إلى انقطاع حاد عن التعددية الإلهية، تزامنًا مع الظهور المفاجئ للكلمات اليهودية والآرامية (' ālam / العالم، baraka / يبارك، haymanōt / ضمان، kanīsat / كنيسة) والأسماء الشخصية (Yṣḥq / إسحاق، Yhwd' / يهوذا)، Yws'f / يوسف). تم إنشاء آخر نقش تعدد الآلهة في جنوب شبه الجزيرة العربية في ثمانينيات القرن الرابع الميلادي.

### الحكم المسيحي في القرن السادس
وبعد فترة وجيزة، ونتيجة للمذبحة التي تعرضت لها الجالية المسيحية في نجران في عهد الحاكم اليهودي ذو نواس في أوائل القرن السادس، غزت مملكة أكسوم في إثيوبيا المنطقة، مما أدى إلى الإطاحة بالقيادة اليهودية في المنطقة. تولى سوميافا أشوا السلطة، ولكن سرعان ما أطاح به منافسه أبرهة، مما أدى إلى بدء فترة من الحكم المسيحي الإثيوبي على جنوب شبه الجزيرة العربية في عام 530. خلال الفترة المسيحية الإثيوبية، يبدو أن المسيحية أصبحت الدين الرسمي. وبدأ بناء العديد من الكنائس. على سبيل المثال، يصف النقش RIÉ 191، الذي تم اكتشافه في أكسوم، بناء كنيسة قبالة سواحل اليمن. يذكر نقش سد مأرب من عام 548 كاهنًا وديرًا ورئيسًا لذلك الدير. وكما هو الحال في الفترة الحميرية، لا تزال النقوش المسيحية تشير إلى الإله التوحيدي باستخدام اسم رحمن ، ولكن الآن تصاحب هذه النقوش صلبان وإشارات إلى المسيح باعتباره المسيح والروح القدس. على سبيل المثال، نقش واحد (تالف)، كما هو الحال في Ist 7608 bis. ويوجد نقش موسع آخر، وهو النقش جيه 541، يوثق رعاية أبرهة لبناء كنيسة في مأرب، بالإضافة إلى استحضار/ذكر المسيح، والروح، والاحتفالات التي أقامها كاهن في كنيسة أخرى. وينسب التأريخ الإسلامي اللاحق أيضًا إلى أبرهة بناء كنيسة في صنعاء. تحمل نقوش أبرهة معلومات مسيحية منخفضة نسبيًا، ربما كان المقصود منها تهدئة السكان اليهود، وتشبه صيغها أوصاف النبي عيسى في القرآن. (نقش جبل ضبوب هو نقش مسيحي آخر من جنوب شبه الجزيرة العربية يعود تاريخه إلى القرن السادس ويحتوي على نسخة ما قبل الإسلام من البسملة.) في حين أن سلف أبرهة أشار بشكل أكثر وضوحًا إلى يسوع باعتباره ابن الرحمن و"المنتصر" (يتوافق مع الوصف الأكسومي تحت حكم كالب من أكسوم)، واستخدم صيغ الثالوث، بدأ أبرهة في وصف يسوع فقط بأنه "المسيح" (ولكن ليس الابن)، وفي محاذاة نفسه بشكل أوثق مع المسيحية السريانية، استبدل المسيحي الأكسومي بكلمات مستعارة من السريانية. وعلى نطاق أوسع، كان انفصال حمير أبرهة عن مملكة الأكوميين يتوافق مع توافقها الأكبر مع المسيحية التي اعتنقتها أنطاكية وسوريا. اختفت النقوش من هذه المنطقة بعد عام 560. كان من المفترض أن يمتد نفوذ أبرهة إلى المناطق التي غزاها، بما في ذلك مناطق شرق شبه الجزيرة العربية، ووسط شبه الجزيرة العربية، والمدينة المنورة في الحجاز، وموقع غير محدد يسمى جزم.